# Царево
Ца́рево (болг. Царево) — город и порт в Болгарии. Расположен на побережье Чёрного моря. Находится в Бургасской области, входит в общину Царево. Население составляет около 6000 человек.

## Название
До 1934 года город назывался по-гречески Василико (греч. Βασιλικο). Царево — это болгарский перевод названия. Греческое население города Османской империи покинуло его, после того как он отошёл к Болгарии по Лондонскому мирному договору 1913 года и после окончании Первой Балканской войны. В 1950—1991 годах город назывался Мичурин по фамилии русского и советского ботаника И. В. Мичурина (1855—1935).

## География
Царево расположен на полуострове. Находится недалеко от Ахтополя и лежит в 70 км к юго-востоку от города Бургас. Береговая линия очень изрезана. К югу от города находится гора Папия высотой 502 м над уровнем моря.

## Климат
Согласно классификации климата Кёппена, Царево имеет влажный субтропический климат (Köppen: Cfa). 
USDA-зона морозостойкости — 8.

## История

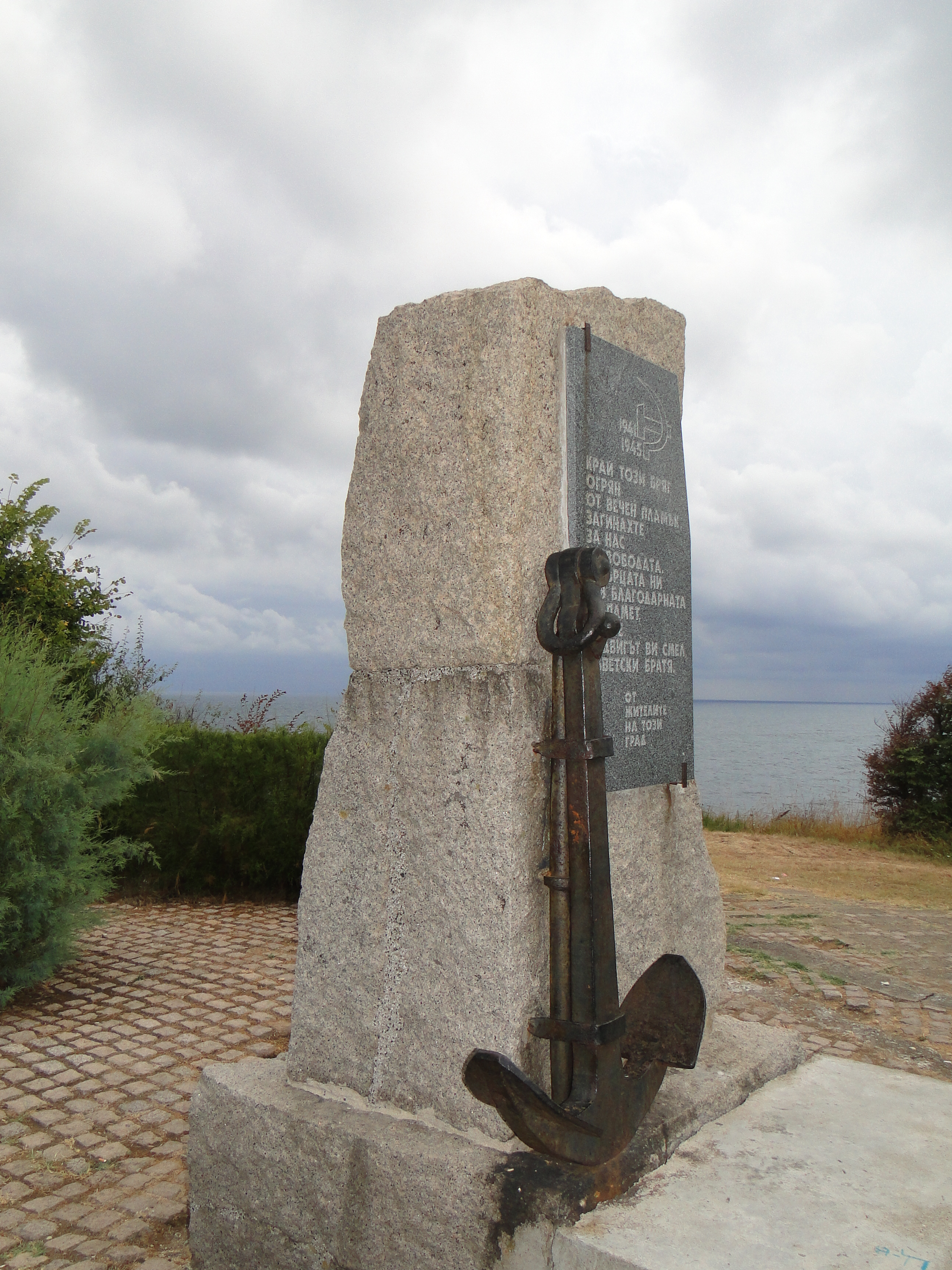
Памятник «Двум советским морякам» в Царево

Есть две версии о происхождении названия Василико. Согласно одной из них, название идёт от разрушенной турками болгарской деревни Босилково недалеко от Айтоса. Часть его жителей, спасавшихся от турок, переехала сюда, и впоследствии, под влиянием Ахтопольского епископа, перенимают греческий язык и культуру и название меняется на Василико. По другой версии название Василико идет от греческого слова — «басилевс» (βασιλιάς), что в переводе означает «царь». Согласно сторонникам этой версии такое толкование возможно благодаря турецкому путешественнику Эвлии Челеби, который упоминал, что крепость Василикос, завоеванная Мусой-челеби, построена князем Василием — одним из внуков императора Константина.
В ходе русско-турецкой войны (1828—1829) 21 июля 1829 года русский десант под командованием капитан-лейтенанта Немтинова, высаженный с трёх кораблей, захватил город Василико и вынудил турецкий гарнизон сдаться.
В начале 1880-х годов, город сильно пострадал от пожара и теперь делится на две части — старую и новую, застроенную в 1890-х годах.
В 1920-х годах здесь основана лесо-хозяйственная кооперация «Дубрава».
В 1941 году на побережье у Царево были обнаружены тела двух советских моряков в гидрокостюмах. По документам было установлено, что это члены экипажа пропавшей подводной лодки С-34. У места обнаружения установлен памятный знак.

## Местная власть
Кмет (мэр) общины Царево — Георги Лапчев (Граждане за европейское развитие Болгарии, ГЕРБ) по результатам выборов в правление общины в 2011 году.